# Thiramonas
Thiramonas (greacă Θηράμονας) este un oraș în Grecia în prefectura Kefalonia.